# Houshenzinus rimosus
Houshenzinus rimosus là một loài nhện trong họ Linyphiidae.
Loài này thuộc chi Houshenzinus. Houshenzinus rimosus được Andrei V. Tanasevitch miêu tả năm 2006.